# Pimelodus coprophagus
Pimelodus coprophagus är en fiskart som beskrevs av Schultz, 1944. Pimelodus coprophagus ingår i släktet Pimelodus och familjen Pimelodidae. IUCN kategoriserar arten globalt som livskraftig. Inga underarter finns listade i Catalogue of Life.